# I Tudors
I Tudors (The Tudors, conosciuta anche col titolo I Tudors - Scandali a corte) è una serie televisiva di produzione britannica, canadese e statunitense di genere drammatico/storico, creata e interamente scritta da Michael Hirst, che ha esordito il 1º aprile 2007 sulla rete televisiva Showtime. La serie racconta l'intero regno di Enrico VIII, re d'Inghilterra e di Irlanda fino al 1547, interpretato dall'attore irlandese Jonathan Rhys Meyers. 

## Produzione
La serie è stata prodotta da Peace Arch Entertainment per Showtime in associazione con Reveille Productions, Working Title Television e Canadian Broadcasting Corporation ed è stata girata in Irlanda.
I primi due episodi debuttarono su DirecTV, Time Warner Cable OnDemand, Netflix, Verizon FiOS On Demand, Internet Movie Database e sul sito della serie, prima della messa in onda su Showtime. I Tudors fu la serie televisiva con il rating più alto della Showtime in tre anni. Nell'aprile 2007, la serie venne rinnovata per una seconda stagione, e nello stesso mese la BBC annunciò di aver acquistato i diritti televisivi per il Regno Unito ed iniziò la trasmissione della serie il 5 ottobre 2007. La CBC canadese iniziò a trasmettere la serie il 2 ottobre 2007.
La seconda stagione debuttò su Showtime il 30 marzo 2008 e su BBC 2 il 1º agosto 2008. La produzione della terza stagione iniziò il 16 giugno 2008 a Bray, nella contea di Wicklow in Irlanda. La terza stagione debuttò su Showtime il 5 aprile 2009 e su CBC il 30 settembre 2009. Il giorno seguente gli episodi scaricabili debuttarono in Canada su MoboVivo.
Il 13 aprile 2009 Showtime annunciò il rinnovo della serie ad una quarta e ultima stagione. La rete televisiva ordinò 10 episodi che vennero trasmessi per la prima volta l'11 aprile 2010 Il finale della serie televisiva fu trasmesso il 20 giugno 2010. La quarta e ultima stagione venne vista in Canada su CBC dal 22 settembre 2010 al 23 novembre 2010.
I diritti di distribuzione internazionale sono di proprietà di Sony Pictures Television.
Al centro della trama si trovano intrighi politici, questioni religiose, e ovviamente le vicende amorose di Enrico VIII. La sceneggiatura va quindi incontro a diverse esigenze, per soddisfare i gusti di un pubblico il più possibile vasto. Molta cura viene profusa per i dialoghi, inoltre i personaggi stranieri generalmente parlano la propria lingua, per cui si provvede a sottotitolare le battute. I personaggi stranieri che vivono in Inghilterra parlano con l'accento della propria lingua; tutto ciò viene perso con il doppiaggio italiano. Gli avvenimenti sono adattati ai tempi televisivi: anteposti, posposti o contratti. Può capitare che un episodio racconti un anno della storia reale. Molti degli episodi mostrati nella serie sono basati su testimonianze contemporanee: in particolare le lettere degli ambasciatori Chapuys e Marillac. Sono rappresentate anche voci di corridoio particolarmente diffuse, mentre i particolari privati ed alcuni intrecci sono frutto di pura invenzione, a seconda di quelli che vengono considerati gli interessi del pubblico.

## Trama

### Prima stagione
Enrico VIII nel 1523 è re d'Inghilterra (orfano di madre sin da piccolo e di padre dal 1509) ed è sposato da quasi vent'anni con Caterina d'Aragona, ma non riesce ad avere figli maschi: il re preferirebbe garantire stabilità alla sua dinastia, che è al trono da tempo relativamente breve. Le scappatelle del sovrano non sono rare, ed una delle sue amanti, Bessie Blount, dà alla luce un figlio. A questo punto il sovrano inizia a pensare di aver commesso un peccato sposando la moglie del suo defunto fratello Arturo: viene a sapere che un passo del Levitico condanna alla sterilità le coppie con tali trascorsi.
Francesco I di Francia, che ospita il re d'Inghilterra, fa notare ad Enrico una dama vissuta alla sua corte fino ad allora: la presenta come ragazza molto facile e frivola. Si tratta di Mary Bolena, figlia del diplomatico Thomas, che coglie la palla al balzo nella speranza di ottenere il favore del re, infilandosi nel suo letto.
Ma Enrico si stanca presto della ragazza: è in quel momento che Thomas fa entrare in scena l'altra sua figlia, Anna.
Margaret, sorella del re, è promessa in sposa all'anziano re del Portogallo, ma è innamorata di Charles Brandon, duca di Suffolk, che ha tra l'altro il ruolo di scortarla nel suo nuovo Paese. Sposa il re del Portogallo, ma lo uccide nottetempo, forte della promessa che ha strappato ad Enrico: farla sposare col suo amato una volta rimasta vedova. Si fa sposare subito, ma non sarà felice.
Il Papa è restio a dare al re l'annullamento del suo matrimonio: Carlo V, spagnolo, cattolicissimo, è il nipote della regina Caterina. Thomas Wolsey, ministro di Enrico, cade in disgrazia perché non riesce nell'intento di farlo divorziare e si suicida dopo essere stato arrestato per ordine del re stesso. Il potere di Anna sembra infinito.

### Seconda stagione
A corte nel 1532, dove si attende il divorzio tra Enrico VIII e Caterina d'Aragona, arrivano l'ecclesiastico Thomas Cranmer, futuro arcivescovo di Canterbury, e il musicista Mark Smeaton. L'ambasciatore imperiale Chapuys ed i cattolici, cui fa capo il nuovo papa Paolo III, progettano di eliminare Anna. Incaricato dell'omicidio è il giovane William Brereton.
I tentativi falliscono e Anna non solo non viene uccisa, ma viene nominata Marchesa di Pembroke e sposata quando rimane incinta. Enrico, infatti, ha creato appositamente una chiesa scismatica d'Inghilterra a cui capo c'è lo stesso sovrano. Nasce una bambina, la futura Elisabetta I, ed il re ne è molto deluso: i suoi sporadici tradimenti diventano sempre più frequenti finché non si innamora della bionda e dolcissima Jane Seymour ed i rapporti nella coppia reale si raffreddano definitivamente. Caterina d'Aragona, da tempo esiliata e separata dalla figlia Mary, muore tra pochi fedelissimi e pressoché priva di ricchezze.
Dopo l'esecuzione di Tommaso Moro e John Fisher, che non hanno prestato giuramento di fedeltà al re quale capo della Chiesa anglicana, Enrico si persuade di essere stato spinto a questi assassinii proprio dalla moglie. Perseguitato dal ricordo di Moro e dai rimorsi di coscienza, si avvicina sempre più alla Seymour: Anna li scopre insieme e lo shock e l'ansia la portano a perdere il figlio che ha in grembo. È l'inizio della fine per la giovane regina, che sarà accusata di adulterio, stregoneria e incesto e giustiziata con il fratello Giorgio, Smeaton ed altri cortigiani.

### Terza stagione
Mentre Enrico VIII sposa Jane Seymour, il potere di Thomas Cromwell è al suo culmine, così come la sua impopolarità. Gli inglesi lo detestano a causa della sua politica anticattolica e della chiusura dei monasteri, nonché per la ferocia con cui esercita il suo potere; i cortigiani, invece, sono spesso invidiosi di lui o politicamente a lui avversi. Tra questi Charles Brandon e Francis Bryan sono probabilmente gli oppositori più determinati. Brandon ha difficoltà ad eseguire le pene capitali per scrupolo morale, e la sua stessa moglie gli rimprovera la spietatezza delle repressioni, così come Jane a Enrico.
L'atteggiamento di Enrico VIII nei confronti del suo primo ministro, però, resta ambiguo. Nel frattempo la regina Jane dà alla luce il tanto atteso erede maschio, che viene chiamato Edoardo; per complicazioni del parto, però, la donna s'indebolisce progressivamente e muore. Enrico rimane attonito alla notizia della morte della moglie, e rimane giorni interi chiuso al buio nelle sue stanze a piangere la morte dell'amata Jane. In questo periodo, Enrico diventa sempre più paranoico, ed il suo precario stato mentale lo porta ad avere allucinazioni. La morte della gentile e compassionevole Jane tocca nel profondo anche Maria, che grazie all'azione pacificatrice della sua matrigna era stata finalmente riammessa a corte assieme alla sorella Elisabetta. La dolcissima donna viene pianta da tutti, anche da lady Rochford, vedova di Giorgio Bolena, che, grazie alla regina, non è stata giustiziata, ma addirittura riammessa a corte come dama di compagnia.
Passano anni prima che Enrico VIII si senta pronto ad un nuovo matrimonio: il re invia il pittore di corte, Hans Holbein, a ritrarre diverse candidate. Cromwell preme affinché Enrico sposi Anna di Clèves, entrando così a far parte, con il duca di Cleves, di una lega protestante antimperiale ed antipapista e rafforzando la sua stessa politica.
Il matrimonio si rivela disastroso e Brandon e gli altri oppositori di Cromwell approfittano di questo per avvicinare al re Catherine Howard, la nipote del loro alleato duca di Norfolk, nonché cugina di Anna Bolena. I due mettono Cromwell in cattiva luce agli occhi del re fino ad aizzare il suo astio e convincerlo a giustiziarlo per tradimento. Cromwell viene arrestato durante una seduta del consiglio e la sua protetta, Anna di Cleves, ripudiata.
La condanna a morte del primo ministro avviene senza processo e davanti agli occhi del suo figlio primogenito, da poco diventato padre a sua volta. Enrico VIII, intanto, prepara le nozze con Catherine Howard.

### Quarta stagione
È un'estate rovente quella in cui Enrico presenta ufficialmente a corte la sua quinta moglie: nonostante la ferita alla gamba che lo angustia sempre più ferocemente, il re si sente un uomo nuovo accanto alla sua consorte diciassettenne, che vede come una rosa senza spine.
Dopo che il re si rinchiude nelle sue stanze dopo una brutta febbre, Catherine, bramatissima dal giovane Thomas Culpeper, inizia a tradirlo con lui e con l'aiuto di Lady Rochford e Joan Bulmer. Quando poi il vecchio amante di Catherine Francis Dereham, legato a lei da una promessa di nozze, si fa assumere come suo usciere ed inizia a raccontare i suoi trascorsi con lei, la situazione precipita. Enrico VIII riceve una soffiata e viene istituito un processo. Sia la regina e lady Rochford che i due amanti vengono condannati a morte.
Mentre si prepara a muovere guerra alla Francia alleandosi con Carlo V, Enrico conosce Caterina Parr, quasi vedova di lord Latimer e quasi consorte di Thomas Seymour, e decide di farne la sua sesta moglie. Prima di invadere Boulogne reinstaura il diritto alla successione di Lady Maria ed Elisabetta dopo Edoardo, nel caso non dovesse tornare vivo dalla Francia, ma la spedizione è un successo e l'esercito inglese rientra con anche una nuova compagna per Charles Brandon, Brigitte.
Tuttavia il re sta invecchiando, e più che mai se ne rende conto quando il suo carissimo amico d'infanzia, Charles, muore. Enrico, che sta posando come modello per il suo più celebre ritratto, inizia a vedere le sue prime tre mogli; e ciascuna di loro gli rinfaccia un errore. Tormentato da sensi di colpa e dalla nostalgia del passato, Enrico sente la morte avvicinarsi. Saluta la moglie e le figlie e fa testamento nel 1546. La serie termina nel gennaio 1547 con il re che, prima di spirare, volta le spalle compiaciuto al suo ritratto dipinto da Holbein.

## Episodi
La prima stagione è andata in onda in prima visione assoluta su Showtime dal 1º aprile al 10 giugno 2007, la seconda dal 30 marzo al 1º giugno 2008, la terza dal 5 aprile al 24 maggio 2009 e la quarta dall'11 aprile al 20 giugno 2010.
In Italia la prima stagione è andata in onda in prima visione assoluta su Mya di Mediaset Premium dal 24 aprile al 22 maggio 2008, la seconda dall'11 ottobre all'8 novembre 2008, la terza dal 3 al 24 ottobre 2009 e la quarta dal 13 settembre all'11 ottobre 2010. La prima stagione è stata trasmessa in chiaro su Canale 5 dal 10 al 31 luglio 2008. La seconda stagione è stata trasmessa in chiaro su La5 dal 18 giugno al 16 luglio 2010 e la terza 23 luglio al 13 agosto 2010. Dal 15 giugno al 19 ottobre 2012 sono state replicate su La5 le prime tre stagioni ed è stata trasmessa in chiaro la quarta.
| Stagione         | Episodi | Prima TV originale | Prima TV Italia |
| ---------------- | ------- | ------------------ | --------------- |
| Prima stagione   | 10      | 2007               | 2008            |
| Seconda stagione | 10      | 2008               | 2008            |
| Terza stagione   | 8       | 2009               | 2009            |
| Quarta stagione  | 10      | 2010               | 2010            |

## Personaggi e interpreti

### Personaggi principali
- Enrico VIII (stagioni 1-4), interpretato da Jonathan Rhys Meyers, doppiato da Roberto Gammino. Re d'Inghilterra e artefice dello Scisma anglicano.
- Caterina d'Aragona (stagioni 1-2, 4), interpretata da Maria Doyle Kennedy, doppiata da Francesca Fiorentini. Principessa di Spagna, prima moglie di Enrico e madre di Maria I Tudor.
- Anna Bolena (stagioni 1-2, 4), interpretata da Natalie Dormer, doppiata da Domitilla D'Amico. Cortigiana inglese e seconda moglie di Enrico, madre di Elisabetta I Tudor.
- Jane Seymour (stagioni 2-4), interpretata da Anita Briem (stagione 2) e Annabelle Wallis (stagioni 3-4), doppiata da Emanuela D'Amico (stagione 2) e Valentina Mari (stagioni 3-4). Dama di compagnia prima di Caterina e poi di Anna, terza moglie di Enrico e madre del suo unico figlio maschio, Edoardo VI.
- Anna di Clèves (stagioni 3-4), interpretata da Joss Stone, doppiata da Federica De Bortoli. Principessa tedesca, quarta moglie di Enrico.
- Catherine Howard (stagioni 3-4), interpretata da Tamzin Merchant, doppiata da Virginia Brunetti. Dama di compagnia di Anna di Cleves e cugina di Anna Bolena, quinta moglie di Enrico.
- Caterina Parr (stagione 4), interpretata da Joely Richardson, doppiata da Tiziana Avarista. Nobildonna inglese, sesta e ultima moglie di Enrico e unica a sopravvivergli.
- Charles Brandon (stagioni 1-4), interpretato da Henry Cavill, doppiato da Francesco Meoni. Migliore amico e cognato di Enrico, marito di Maria Tudor.
- Eustace Chapuys (stagioni 1-4), interpretato da Anthony Brophy, doppiato da Luca Dal Fabbro. Ambasciatore italiano.
- Thomas Cromwell (stagioni 1-3), interpretato James Frain, doppiato da Gianfranco Miranda. Consigliere di Enrico.
- Maria Tudor (stagioni 1-4), interpretata da Bláthnaid McKeown (stagione 1) e Sarah Bolger (stagioni 2-4), doppiata da Veronica Puccio. Figlia di Enrico e Caterina.
- Thomas Wolsey (stagione 1), interpretato da Sam Neill, doppiato da Giorgio Lopez. Cardinale e guida spirituale della corte.
- Tommaso Moro (stagioni 1-2), interpretato da Jeremy Northam, doppiato da Vittorio De Angelis. Studioso e consigliere di Enrico.
- Edward Seymour (stagioni 2-4), interpretato da Max Brown, doppiato da Davide Lepore (stagione 2) e Marco Vivio (stagioni 3-4). Fratello di Jane.

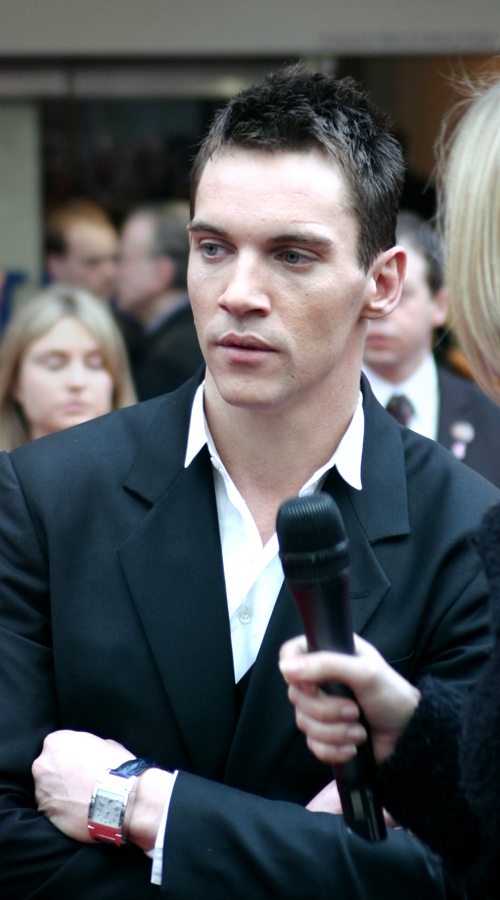
Jonathan Rhys Meyers interpreta Enrico VIII
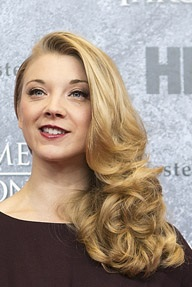
Natalie Dormer interpreta Anna Bolena
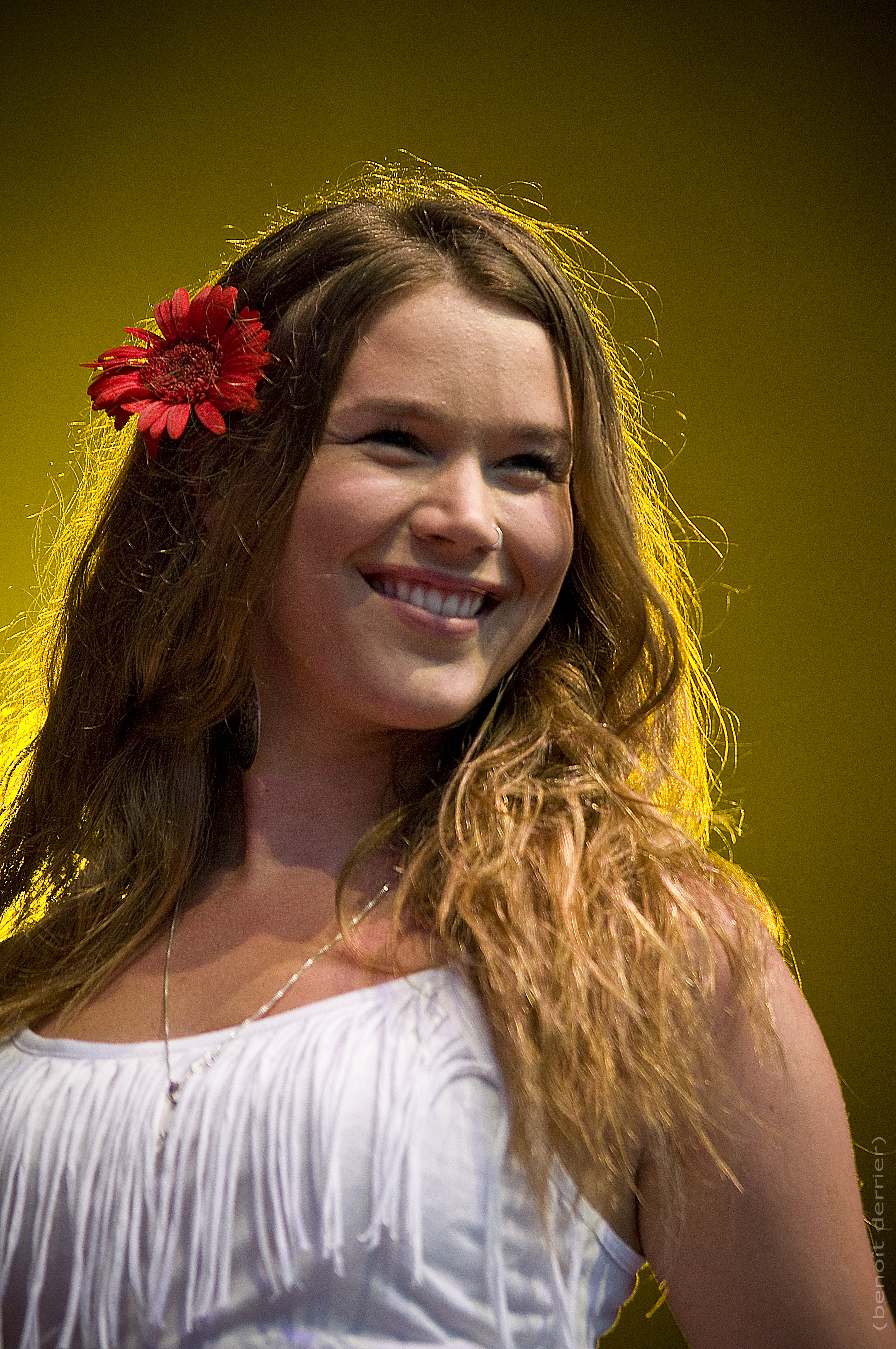
Joss Stone interpreta Anna di Clèves
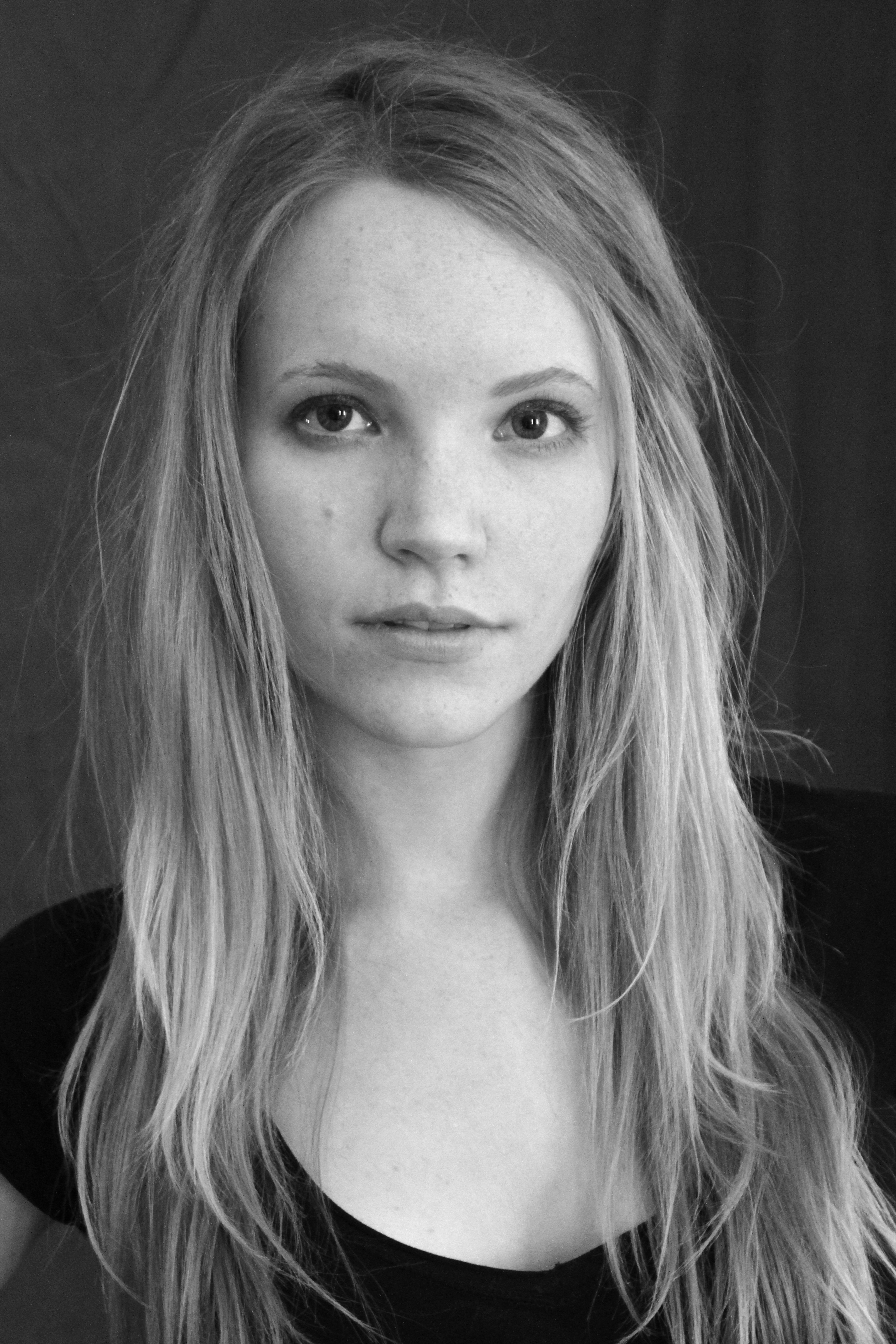
Tamzin Merchant interpreta Catherine Howard
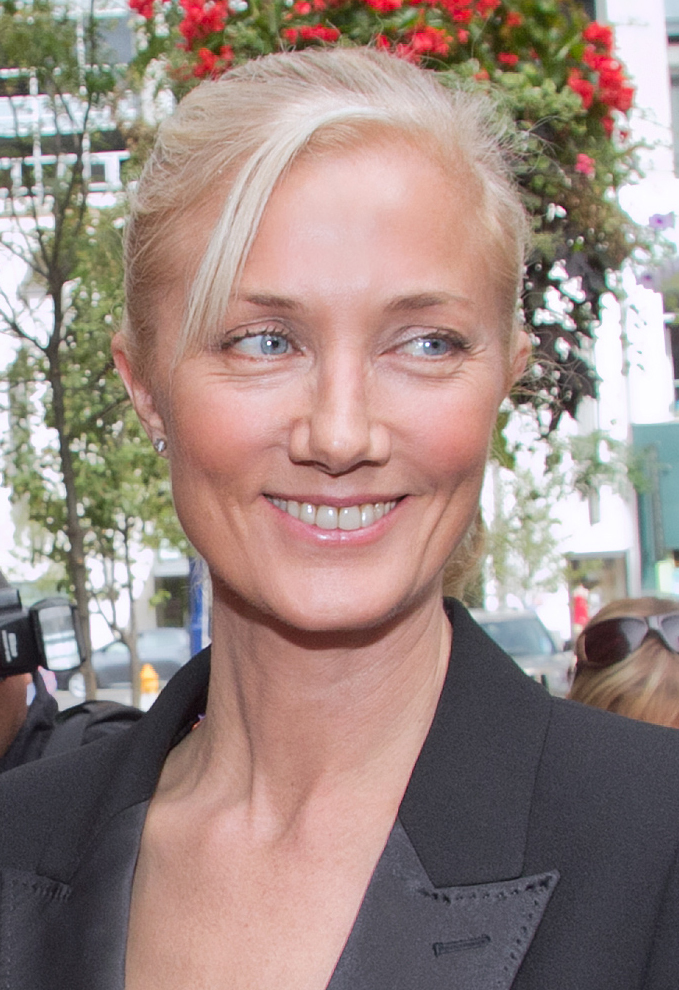
Joely Richardson interpreta Caterina Parr
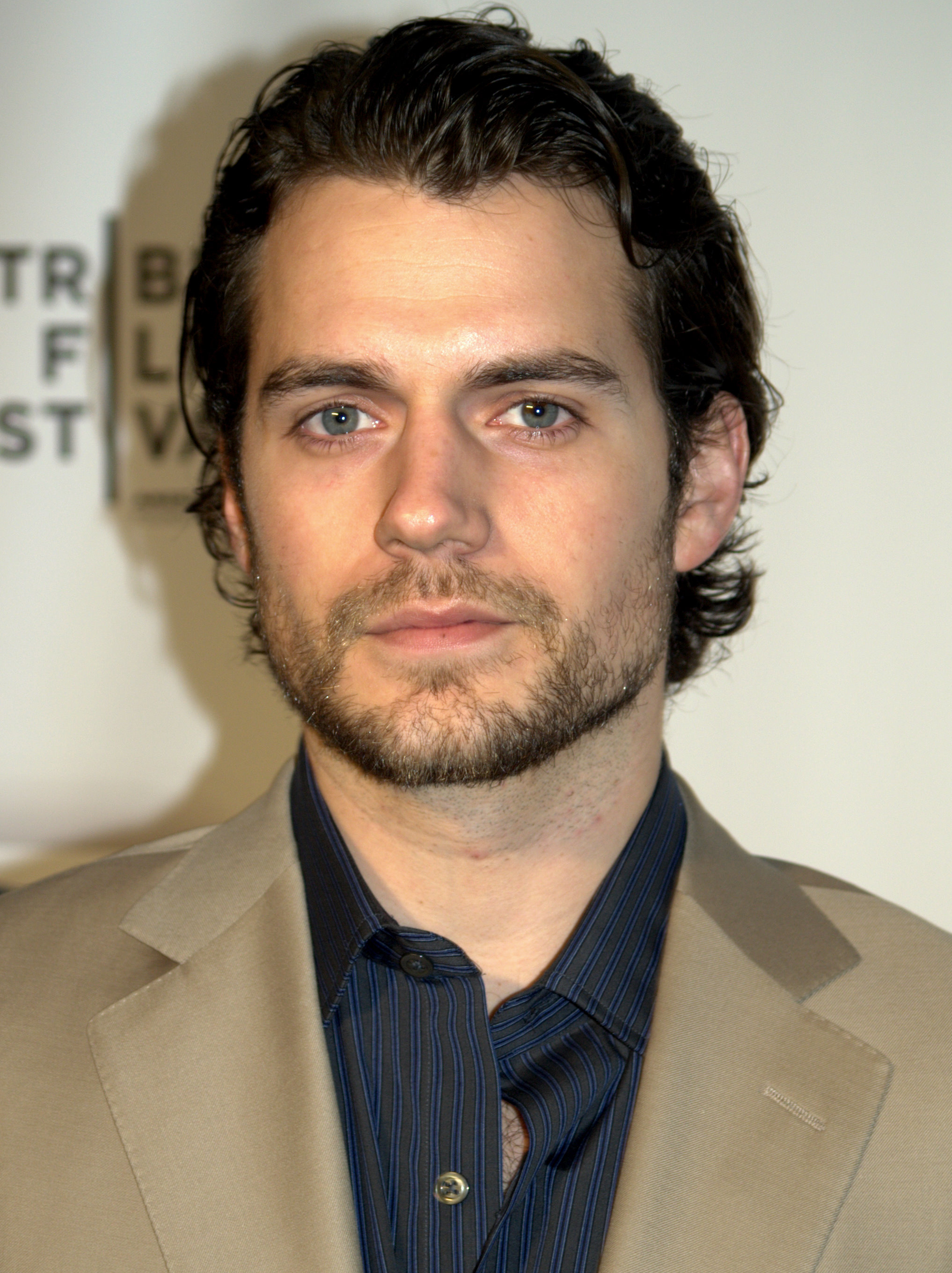
Henry Cavill interpreta Charles Brandon
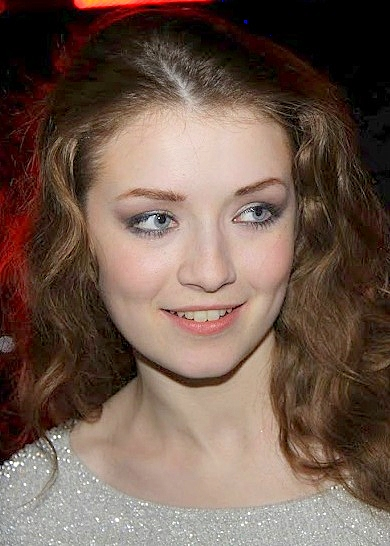
Sarah Bolger  interpreta Maria Tudor
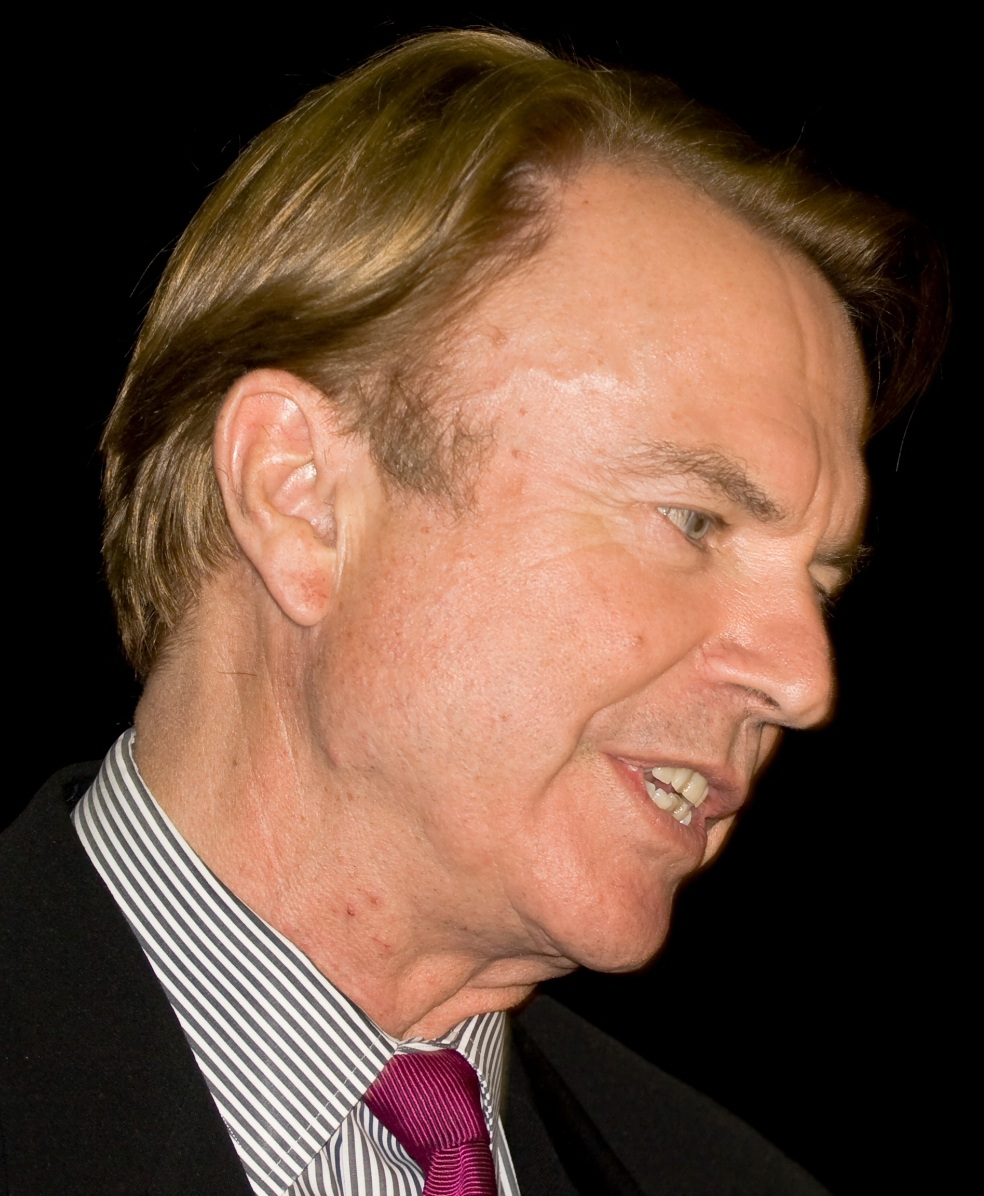
Sam Neill interpreta Thomas Wolsey

### Personaggi secondari
- Elisabetta Tudor (stagioni 2-4), interpretata da Kate Duggan (stagione 2), Claire McCauley (stagione 3) e Laoise Murray (stagione 4) doppiata da Lilian Caputo. Figlia di Enrico e Anna Bolena.
- Edoardo Tudor (stagione 4), interpretato da Eoin Murtagh e Jake Hathaway. Figlio di Enrico e Jane.
- Thomas Howard (stagione 1), interpretato da Henry Czerny, doppiato da Massimiliano Virgilii. Zio di Anna Bolena e Catherine Howard.
- Anthony Knivert (stagione 1), interpretato da Callum Blue, doppiato da Carlo Scipioni.
- George Talbot (stagione 3), interpretato da Gavin O'Connor. Amico di Enrico.
- Thomas Seymour, I barone Seymour di Sudeley (stagioni 3-4), interpretato da Andrew McNair. Fratello di Jane.
- Thomas Wyatt (stagioni 1-2), interpretato da Jamie Thomas King. Poeta e diplomatico.
- Tommaso Bolena (stagioni 1-2), interpretato da Nick Dunning, doppiato da Stefano Mondini. Padre di Anna Bolena.
- Thomas Cranmer (stagione 2), interpretato da Hans Matheson, doppiato da Fabrizio Manfredi. Arcivescovo di Canterbury e promotore della riforma anglicana.
- Filippo del Palatinato-Neuburg (stagione 3), interpretato da Colin O'Donoghue. Nobile tedesco.
- Stephen Gardiner (stagioni 3-4), interpretato da Simon Ward, doppiato da Angelo Nicotra. Consigliere spirituale di Maria.
- William Compton (stagione 1), interpretato da Kristen Holden-Ried, doppiato da Marco Baroni. Nobile inglese.
- Thomas Tallis (stagione 1), interpretato da Joe Van Moyland, doppiato da Andrea Mete. Nobile inglese.
- Margaret Tudor (stagione 1), interpretata da Gabrielle Anwar, doppiata da Eleonora De Angelis. Sorella di Enrico e regina di Scozia, madre di Maria Stuart.
- Elizabeth Blount (stagione 1), interpretata da Ruta Gedmintas, doppiata da Francesca Manicone. Amante di Enrico a cui diede un figlio illegittimo.
- Jane Howard (stagione 1), interpretata da Slaine Kelly, doppiata da Elisa Carucci. Nipote di Catherine Howard.
- Papa Paolo III (stagione 2), interpretato da Peter O'Toole, doppiato da Sergio Graziani.
- Jane Boleyn (stagioni 2-4), interpretata da Joanne King doppiata da Perla Liberatori (stagioni 3-4). Cognata di Anna Bolena.
- Catherine Willoughby Brandon (stagioni 2-4), interpretata da Rebekah Wainwright. Nobile inglese.
- Anne Seymour (stagioni 3-4), interpretata da Emma Hamilton. Moglie di Edward Seymour.
- Francis Bryan (stagione 3), interpretato da Alan van Sprang, doppiato da Massimo De Ambrosis.
- Otto Truchsess von Waldburg (stagione 3), interpretato da Max von Sydow, doppiato da Renato Mori. Cardinale tedesco.
- Robert Aske (stagione 3), interpretato da Gerard McSorley, doppiato da Michele Gammino.
- Giorgio Bolena (stagioni 1-2), interpretato da Pádraic Delaney, doppiato da Riccardo Rossi. Fratello di Anna Bolena.
- Reginald Pole (stagione 3), interpretato da Mark Hildreth, doppiato da Emiliano Coltorti. Cardinale cattolico.
- Lord Darcy (stagioni 3-4), interpretato da Colm Wilkinson, doppiato da Bruno Alessandro.
- Henry Howard (stagione 4), interpretato da David O'Hara, doppiato da Pasquale Anselmo. Cugino di Anna Bolena e Catherine Howard.
- Joan Bulmer (stagione 4), interpretata da Catherine Steadman.
- Thomas Culpeper (stagione 4), interpretato da Torrance Coombs, doppiato da Fabrizio De Flaviis. Amante di Catherine Howard.
- Maria Bolena (stagioni 1-2), interpretata da Perdita Weeks. Sorella di Anna Bolena.
- Anne Stafford (Anna Buckingham; stagione 1), interpretata da Anna Brewster. Nobile inglese.

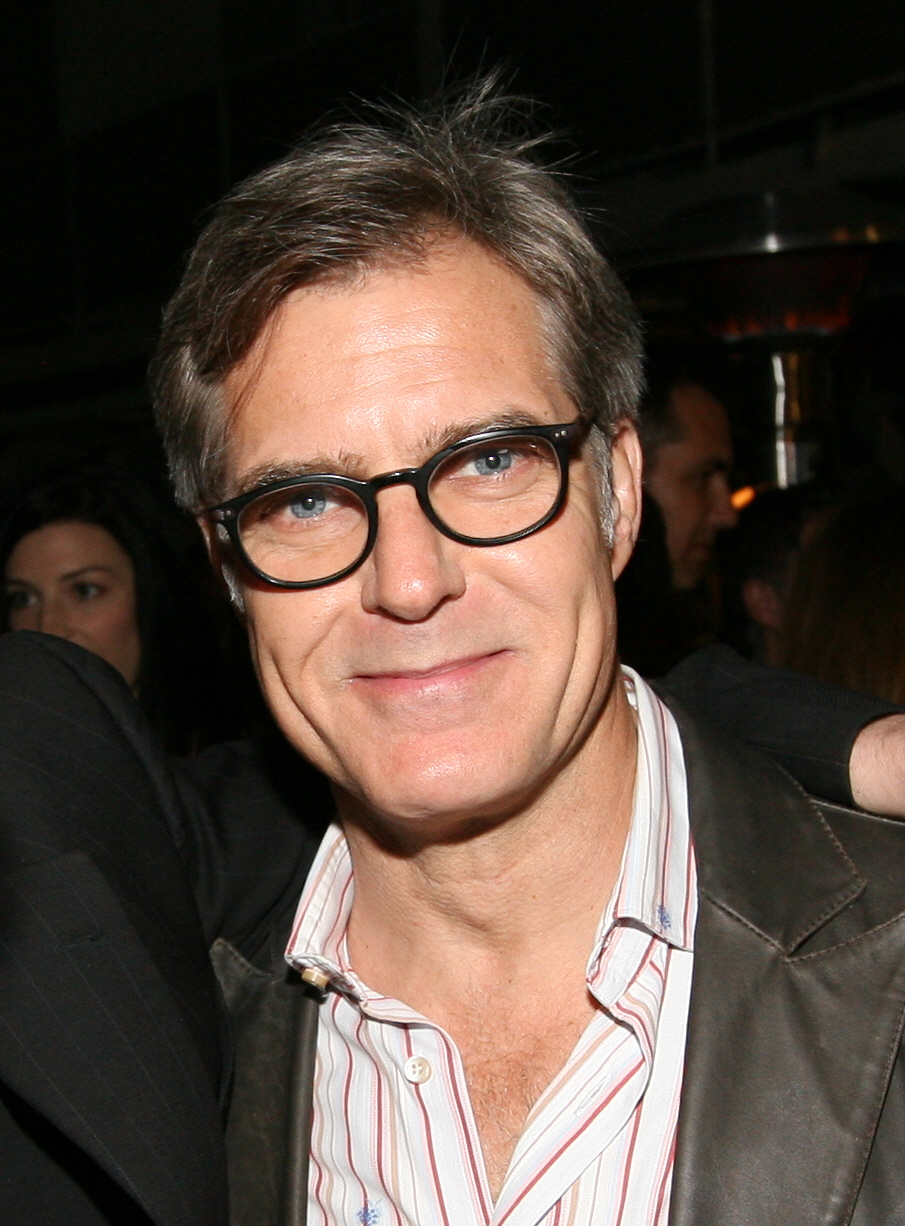
Henry Czerny interpreta Thomas Howard
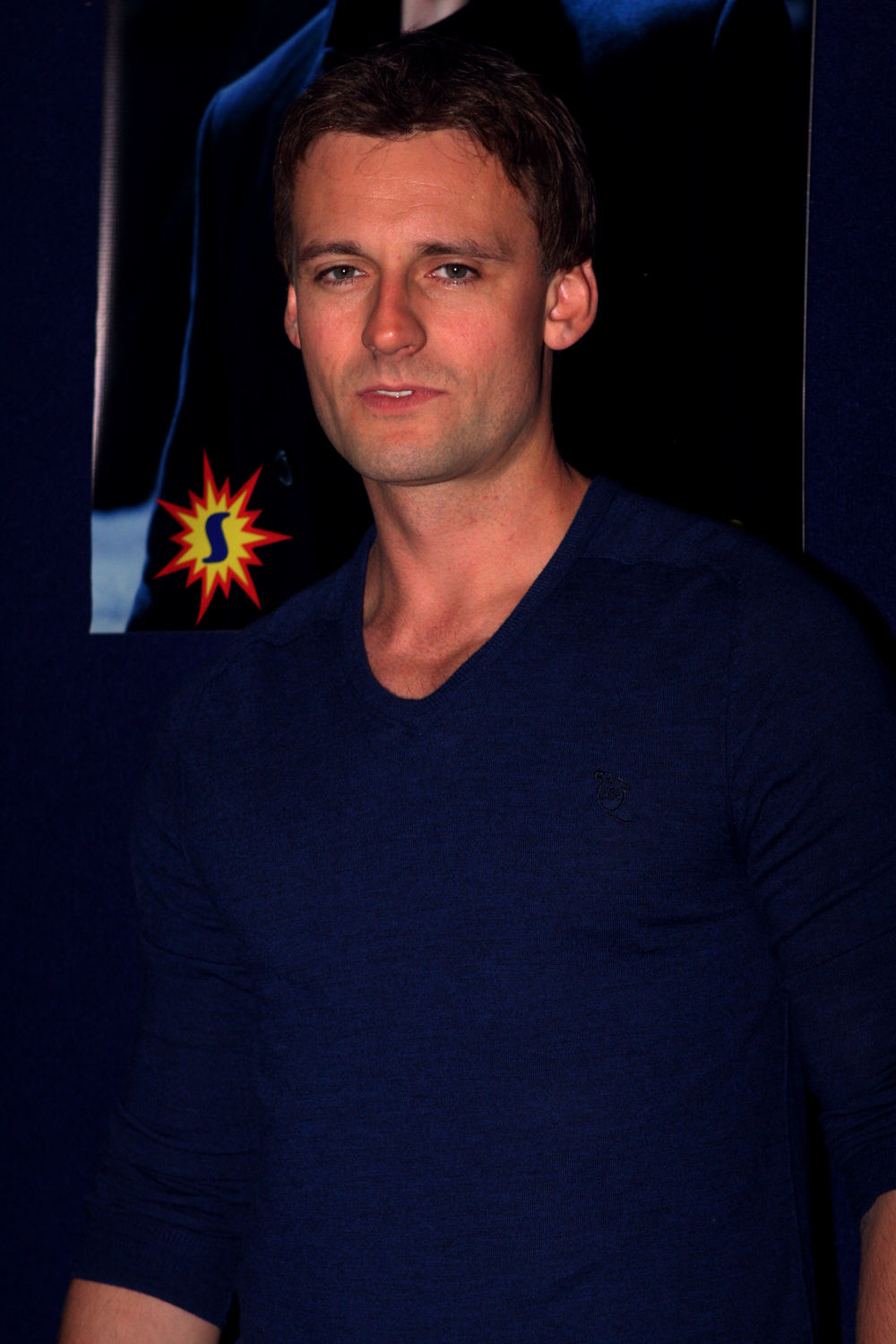
Callum Blue interpreta Anthony Knivert
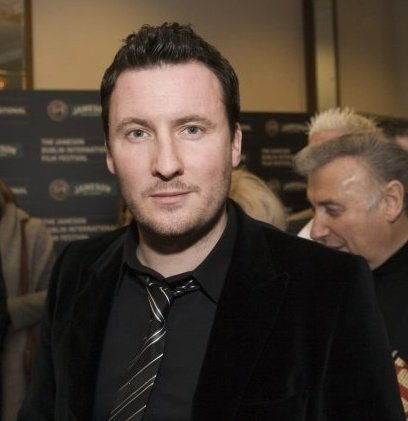
Gavin O'Connor interpreta George Talbot
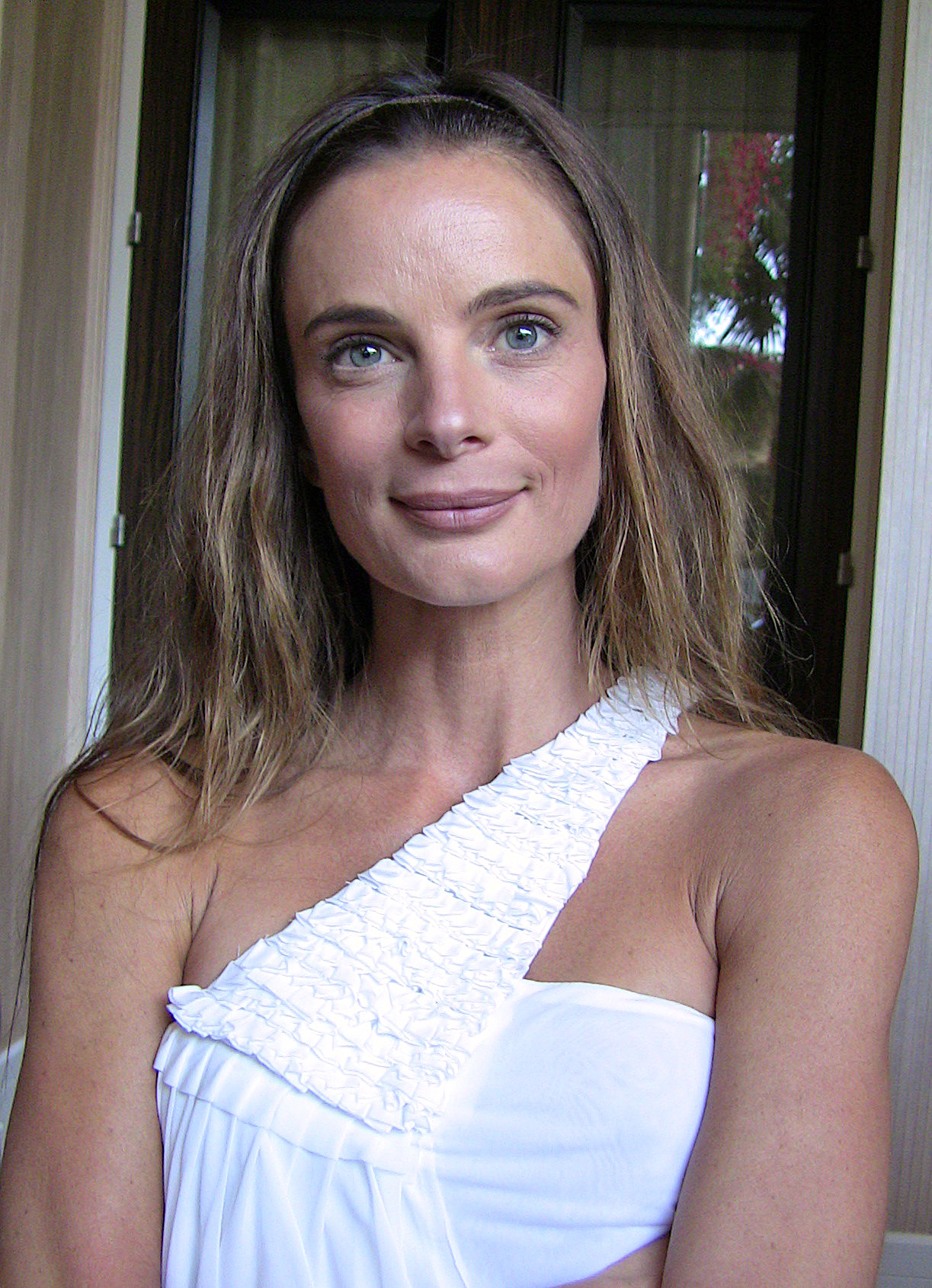
Gabrielle Anwar interpreta Margaret Tudor
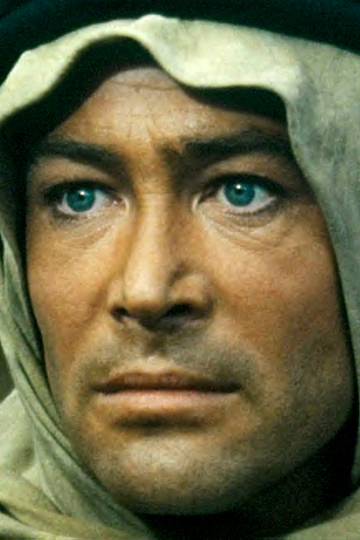
Peter O'Toole interpreta Papa Paolo III
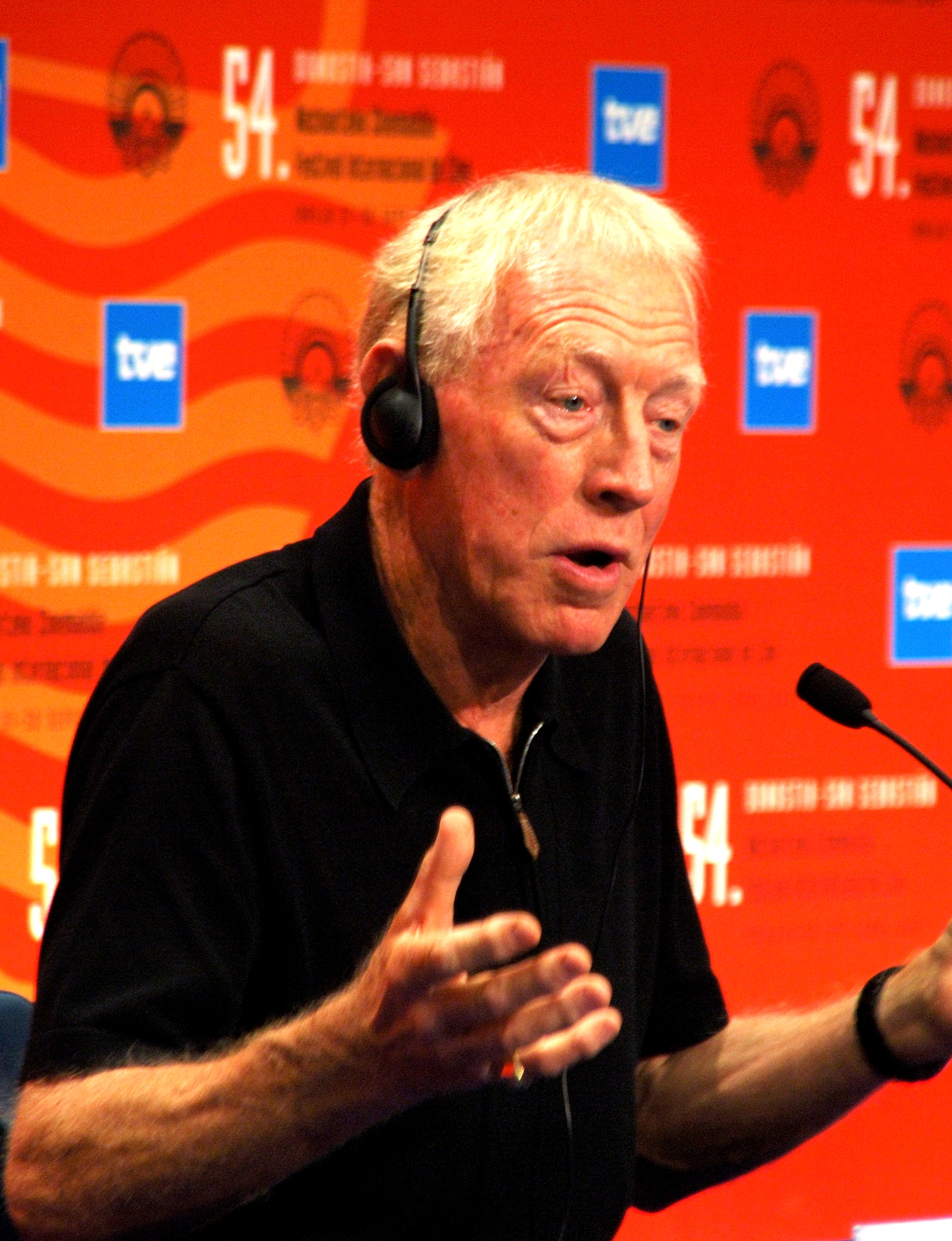
Max von Sydow interpreta Otto Truchsess von Waldburg

## Colonna sonora
La colonna sonora de I Tudors è stata composta interamente da Trevor Morris.

### The Tudors (Music from the Original Television Series)
Il 10 dicembre 2007 viene pubblicata la colonna sonora della prima stagione della serie televisiva.
Edizioni musicali Colosseum Music Entertainment GmbH.
1. The Tudors (Main Title Theme) – 1:33
2. Murder In Urbino – 2:07
3. Pleasured Distractions – 1:38
4. Pathetic Fallacy – 2:33
5. Henry Meets Anne Boelyn – 2:06
6. Cardinal Wolsey's Secrets – 0:55
7. A Historic Love – 3:00
8. More's Love of a King – 0:47
9. Visions of a Great Ruler – 1:02
10. Fun and Games – 1:03
11. Jousting – 2:08
12. Mixed Messages from Anne – 1:09
13. Whispers & Confessions – 2:00
14. The Passion of King Henry – 1:54
15. Buckinham Plots for Murder – 1:21
16. The War Room – 2:40
17. A Queen's Loneliness – 0:57
18. To Love a Country – 1:21
19. The Sweating Sickness Arrives – 2:02
20. Hallucinations – 1:25
21. A Country At Death's Door – 2:08
22. England Reborn – 1:32
23. Behold the King of England – 2:50
24. Wolsey Arrested for Treason – 1:47
25. Wolsey Commits Suicide (Finale) – 4:21

### The Tudors, Season 2 (Music from the Showtime Original Series)
Il 31 marzo 2009 viene pubblicata la colonna sonora della seconda stagione della serie televisiva.
Edizioni musicali Colosseum Music Entertainment GmbH.
1. The Tudors Main Title Theme – 1:27
2. And So It Begins – 4:07
3. The Shape of Things to Come – 2:22
4. Poisoning the Soup – 1:35
5. Katherine Stripped of Her Jewels – 2:14
6. Suspicions Arising / Boiled Alive – 1:20
7. Anne Made Marquess – 2:06
8. Plotting to Kill Anne Boleyn – 1:04
9. Henry & Anne Conceive a Son – 2:18
10. Anne's Coronation – 1:07
11. Nothing On Earth Shall Spoil This Day – 2:53
12. Henry's Changing Emotions – 1:50
13. Cardinal Fisher's Discovery – 1:30
14. An Opportunity for Loyalty – 1:53
15. More Refuses to Take the Oath – 0:54
16. More Is Jailed – 1:26
17. Cardinal Fisher Is Executed – 2:13
18. More Prays – 1:12
19. Thomas More Is Executed – 3:10
20. Dreaming of Killing Anne Boleyn – 1:38
21. Anne's Premonition – 1:59
22. Smeaton's Sad Violin – 1:32
23. Farewell to a Queen / Katherine Dies – 3:43
24. Henry Meets Jane Seymour – 1:06
25. Henry Injured – 3:00
26. Cromwell's Shifting Sands – 1:51
27. Anne Miscarries Her Baby – 2:45
28. A King Reborn – 1:21
29. The Investigation of Anne Boleyn – 3:03
30. Confessions & Arrests – 2:13
31. Smeaton Is Tortured – 0:41
32. These Bloody Days – 1:39
33. Anne Begs Henry – 1:06
34. Anne Is Arrested – 3:20
35. The Sword of Calais – 1:30
36. Anne Dreams of Her Childhood – 1:53
37. Aren't You the King of England? – 0:50
38. Anne's Final Walk – 2:33
39. Henry Eats the Swan – 1:40
40. The Tudors End Credits – 1:00

### The Tudors, Season 3 (Music from the Original TV Series)
Il 24 agosto 2010 viene pubblicata la colonna sonora della terza stagione della serie televisiva.
Edizioni musicali Colosseum Music Entertainment GmbH.
1. Jane Seymour's Theme (Composer's Sketch) – 2:14
2. The Tudor's Main Titles – 1:34
3. Season 3 Recap – 4:14
4. Henry Marries Jane Seymour – 1:14
5. The Pilgrimage of Grace – 2:37
6. Lady Mary's Decision – 0:43
7. Jane Washes Her Hair – 1:16
8. Cromwell Dispatches the Letter – 1:12
9. Quails Eggs – 0:55
10. A New Parliament In York – 1:11
11. Christmas Tide – 1:08
12. The Rebellion Stands Down – 1:44
13. The Death of Robert Aske – 3:24
14. Elizabeth Arrives At Court – 1:52
15. A Howling Wilderness / The Death of Jane Seymour – 2:45
16. Henry Talks to His Fool – 2:01
17. Brandon Sees Ghosts – 0:57
18. A Commitment to Change – 1:26
19. Grand Movements – 0:55
20. The Fool Criticizes Henry – 1:12
21. A Fight In Court – 2:18
22. Henry In Solitude – 1:58
23. For Thine Is the Kingdom, Power and the Glory – 5:50
24. A Throne Fit for a Fool – 1:07
25. Meet Prince Edward – 1:32
26. A Vigil for Our Sick King – 3:17
27. Waldburg's True Story – 1:55
28. Henry Suffers Another Incident – 1:06
29. Cromwell Visits Anne of Cleves – 3:10
30. Cromwell Is Arrested – 1:10
31. Cromwell Is Led to His Death – 3:27
32. A New Temptation – 2:13

### The Tudors, Season 4
Il 12 ottobre 2010 viene pubblicata la colonna sonora della quarta stagione della serie televisiva.
Edizioni musicali Colosseum Music Entertainment GmbH.
1. The Tudors Main Titles – 1:34
2. Dancing In the Rain – 1:32
3. An Emotionally Detached King – 1:55
4. From Their Bellies Like Two Sparrows – 1:14
5. Culpeppers Secret Rendezvous – 2:04
6. Yours As Long As Life Endures – 1:40
7. A Kings Procession – 1:52
8. Katherine and Culpepper Have Sex – 2:46
9. Dereham Tortured – 0:39
10. The Execution Ballet – 4:36
11. Henry Gets Drunk With Women – 0:58
12. Praying for the Princes Life – 1:11
13. Henry Arrives In for War – 2:57
14. Lighting the Fuse – 0:57
15. Boulogne Falls – 1:38
16. Brandon Loves Bridgette – 1:16
17. Anne Askew Examined More Closely – 2:53
18. Mary Told of Chapuys Death – 2:00
19. Surrey Plots for the Prince – 1:08
20. Anne Askew Burned – 3:03
21. Henry Asks Parliament for Unity – 2:02
22. Surrey Found Guilty – 3:12
23. Time of Which We Have No Knowledge – 0:48
24. I the Eighth Henry / Brandon Lux Aeterna – 4:05
25. Henry Says Goodbye to His Family – 2:36
26. Henry Dreams of Death – 1:34
27. It Is Well Done / The End of a Dynasty – 2:41

## Edizioni Home-Video
La serie è stata pubblicata in Blu-ray Disc e DVD da Sony Pictures con il titolo I Tudor - Scandali a corte.

### DVD
| Stagione         | Data di uscita   | Numero di Dischi | Lingue                      |
| ---------------- | ---------------- | ---------------- | --------------------------- |
| Prima stagione   | 2 dicembre 2008  | 3                | Inglese; Italiano           |
| Seconda stagione | 20 ottobre 2010  | 3                | Inglese; Italiano; Spagnolo |
| Terza stagione   | 23 febbraio 2011 | 3                | Inglese; Italiano; Francese |
| Quarta stagione  | 18 luglio 2012   | 3                | Inglese; Italiano; Spagnolo |

### Blu-ray Disc
| Stagione         | Data di uscita   | Numero di Dischi | Lingue                      |
| ---------------- | ---------------- | ---------------- | --------------------------- |
| Prima stagione   | 2 dicembre 2008  | 3                | Inglese; Italiano; Polacco  |
| Seconda stagione | 9 febbraio 2011  | 3                | Inglese; Italiano; Spagnolo |
| Terza stagione   | 23 febbraio 2011 | 2                | Inglese; Italiano; Francese |
| Quarta stagione  | 18 luglio 2012   | 3                | Inglese; Italiano; Spagnolo |